# Järna med Nås och Äppelbo församling
Järna med Nås och Äppelbo församling är en församling i Västerbergslagens kontrakt i Västerås stift. Församlingen omfattar hela Vansbro kommun i Dalarnas län och utgör ett eget pastorat.

## Administrativ historik
Församlingen bildades 2010 genom sammanläggning av Järna församling med Nås församling och Äppelbo församling och utgör därefter ett eget pastorat.

## Kyrkobyggnader
- Järna kyrka
- Nås kyrka
- Vansbro kyrka
- Äppelbo kyrka